# 原爆の絵運動

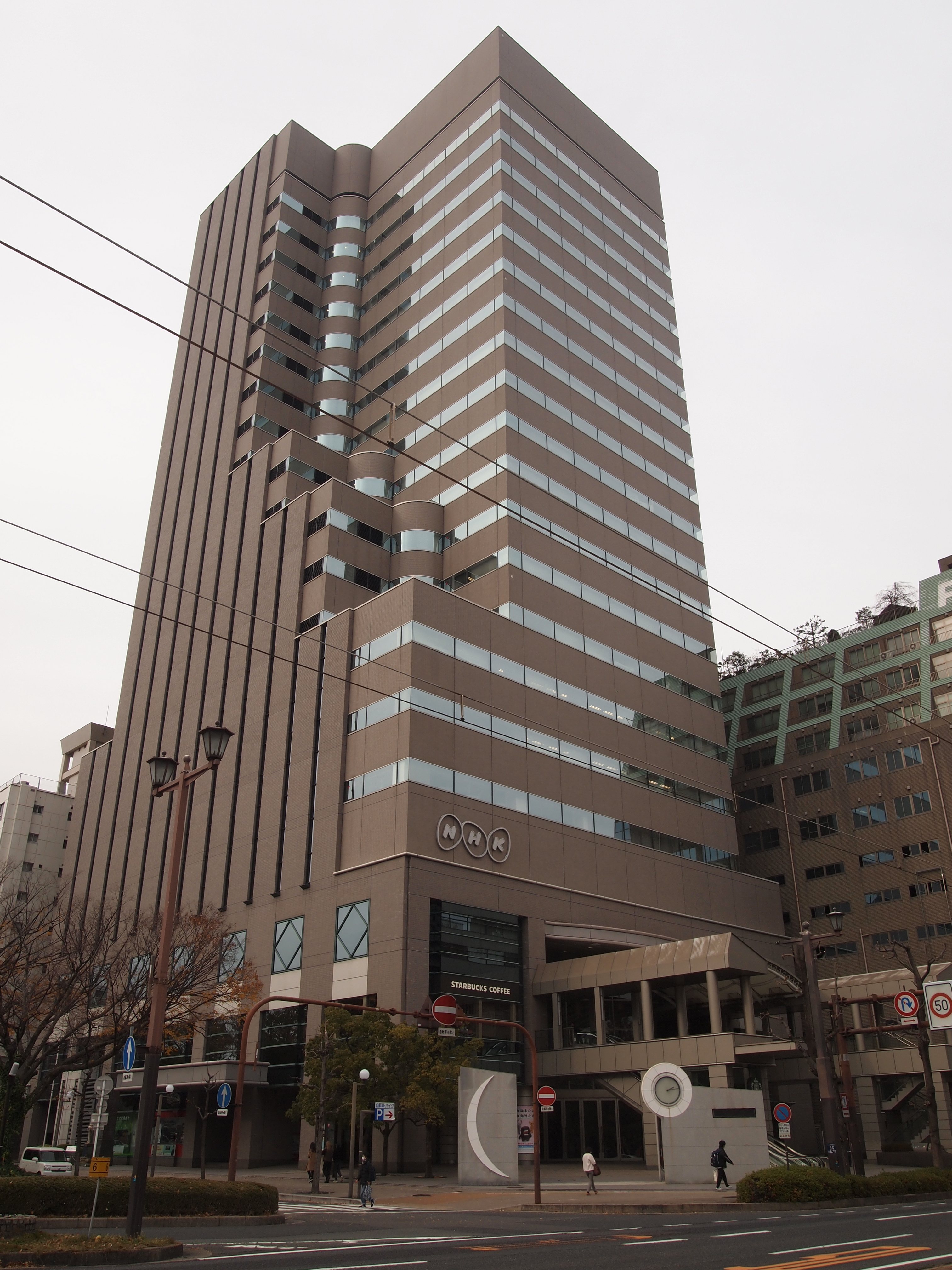
NHK広島放送局

原爆の絵運動（げんばくのえうんどう）は、日本の市民運動の一つ。広島市への原子爆弾投下の被爆者である男性が、自作の原爆画をNHK中国本部（後のNHK広島放送局。以下、NHK広島と略）へ持ち込んだことをきっかけにして始められた。被爆者自身によって被爆後の広島市の惨状を絵に残し、被爆体験を後世に継承しようとする運動である。この運動によって集められた絵は、その後の21世紀に至るまで日本国内・日本国外の双方で被爆の実相を伝える役割を担っており、大きな反響を呼んでいる。「市民の手で原爆の絵を残そう運動（しみんのてでげんばくのえをのこそううんどう）」「市民が描いた原爆の絵（しみんがえがいたげんばくのえ）」ともいう。

## 運動の経緯

### 発端

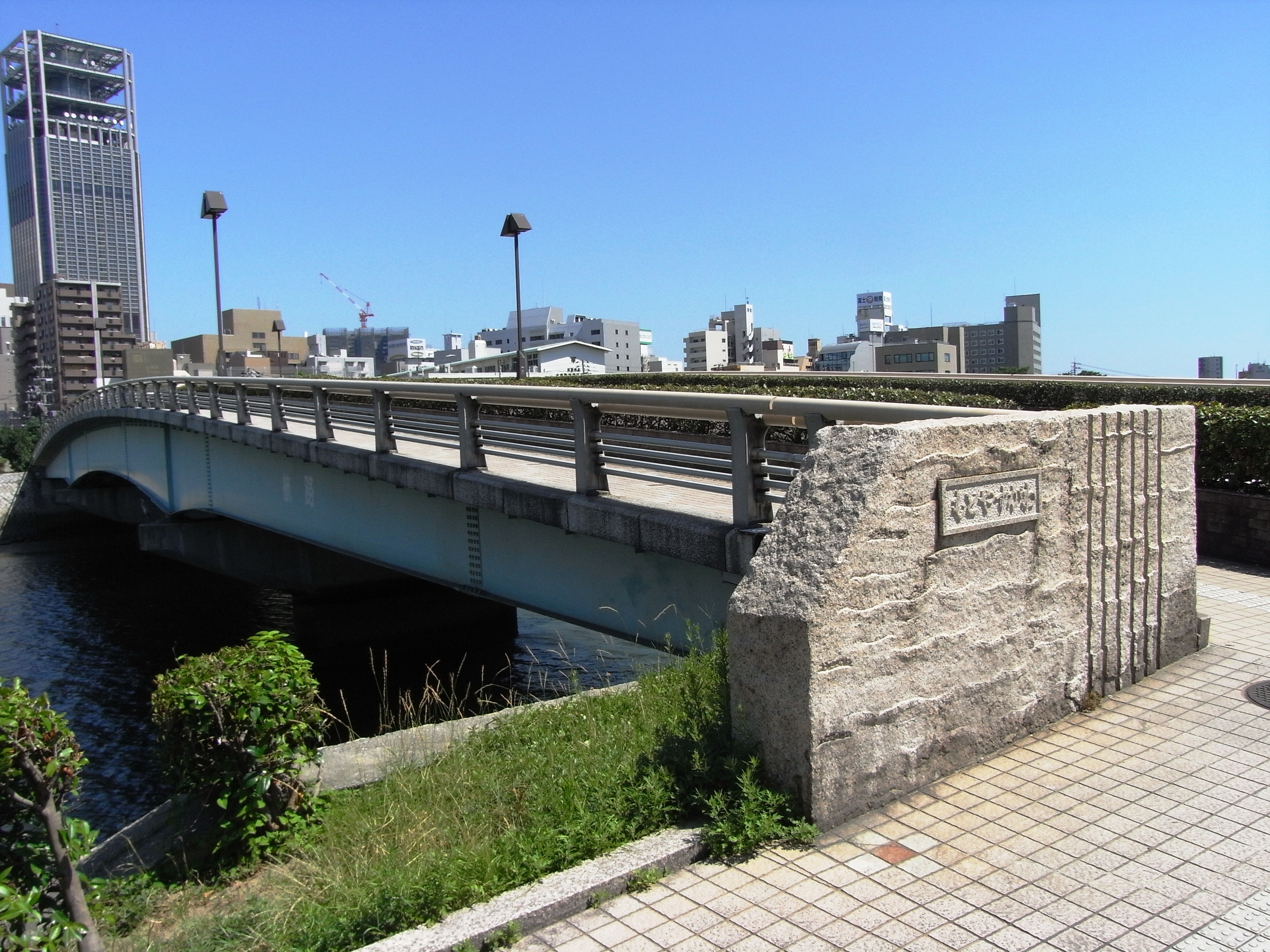
架替後の万代橋

1974年（昭和49年）5月。当時77歳の男性が、1枚の絵を携えてNHK中国本部を訪れた。男性は広島原爆の被爆者であり、絵は被爆直後の萬代橋付近を描いたものだった。応対した者は「お預かりします」と返したが、男性は納得せず、当時のNHK報道番組班の若手ディレクター、後に放送総局長となる原田豊彦が応対した。彼は広島原爆を扱ったドラマである連続テレビ小説『鳩子の海』を見たことを機に、自身の目撃した被爆直後の光景をどうしても死ぬまでに描き残したいと考え、その絵を描いたと語った。
原田豊彦は、その絵の迫力もさることながら、70歳代を過ぎてもなお約30年前の被爆当時のことを鮮明に覚えている記憶力に衝撃を受けた。このことでNHKでは、被爆者たちに当時の体験を絵で表すよう依頼することが発案された。被爆者たちの老齢化は年を追って進み、一方では被爆地である広島においてすら、原爆を知らない若い世代が、人口の半数を占めるまでに増えていた。被爆体験を継承し、体験を被爆者一代で終わらせないことが目的であった。

### 募集の開始
同1974年6月、NHKの朝のローカル番組で、その男性のエピソードをもとに『届けられた一枚の絵』が放送され、「広島市民の手で原爆の絵を残そう」と、絵の募集が始められた。広島市出身の画家である四國五郎も出演し、共に絵の募集を呼びかけた。四國は「伝えたいという願いこそがすべての原点」と信じて、「描くことが難しければ、言葉を足そう。形式は問わない」「上手、下手は、まったく問題ではありません」と人々に説いた。次いで、ニュースやお知らせの時間を通じても、絵の募集の呼びかけが続けられた。
NHK内では、年老いた被爆者たちが描き慣れない絵を描くかどうか、といった意見もあった。しかし、そうした危惧とは裏腹に、番組終了から間もなく次々に絵が寄せられた。90歳の老人の描いた絵もあれば、被爆当時6歳、応募時36歳の主婦の絵もあった。平均年齢は75歳で、原爆のことを語ったり絵に遺したりするのが初めてという被爆者がほとんどだった。この応対を担当したNHKプロデューサーの原田豊彦は、「放送が終わるとまもなく、せきを切ったように絵はつぎつぎに寄せられ始めた」「私たちは応接のいとまもないくらいだった」と回想している。集まった絵は、募集開始の6月から8月までのわずか2か月の間に計873点、翌1975年（昭和40年）までには2225点に達した。
寄せられる絵の半数近くは郵送であり、残りの半数は、年老いた体の被爆者たちがNHKまで直接、足を運んで絵を持ち込んだ。中には、遠い道のりを不自由な体で届けた被爆者や、広島から約70キロメートル離れた山口県田布施町から雨の中をバイクで駆けつけた者もいた。絵の作者である被爆者の大多数は、被爆時の辛い記憶を封印して生きてきたことで、絵を描くまでには葛藤があったが、描き始めてからは一気に描き上げたと話した。
折しも1960年代後半から1970年代にかけては、高度経済成長の歪みが噴出したこと、「ベトナムに平和を!市民連合」のように既成の政治団体や既存の規約に捉われない市民運動が誕生し始めていたこと、原水爆禁止運動の政治的分裂が続いたことで原爆体験の継承を模索する新たな動きも現れ始めていたこと、といった時代背景があった。これらを受けて当時の関係者は、原爆の絵と市民とを結び付け、NHKによる絵の募集を「メディアと市民との連携により実現した歴史的な記録事業」と位置付けていた。

### 絵の公開

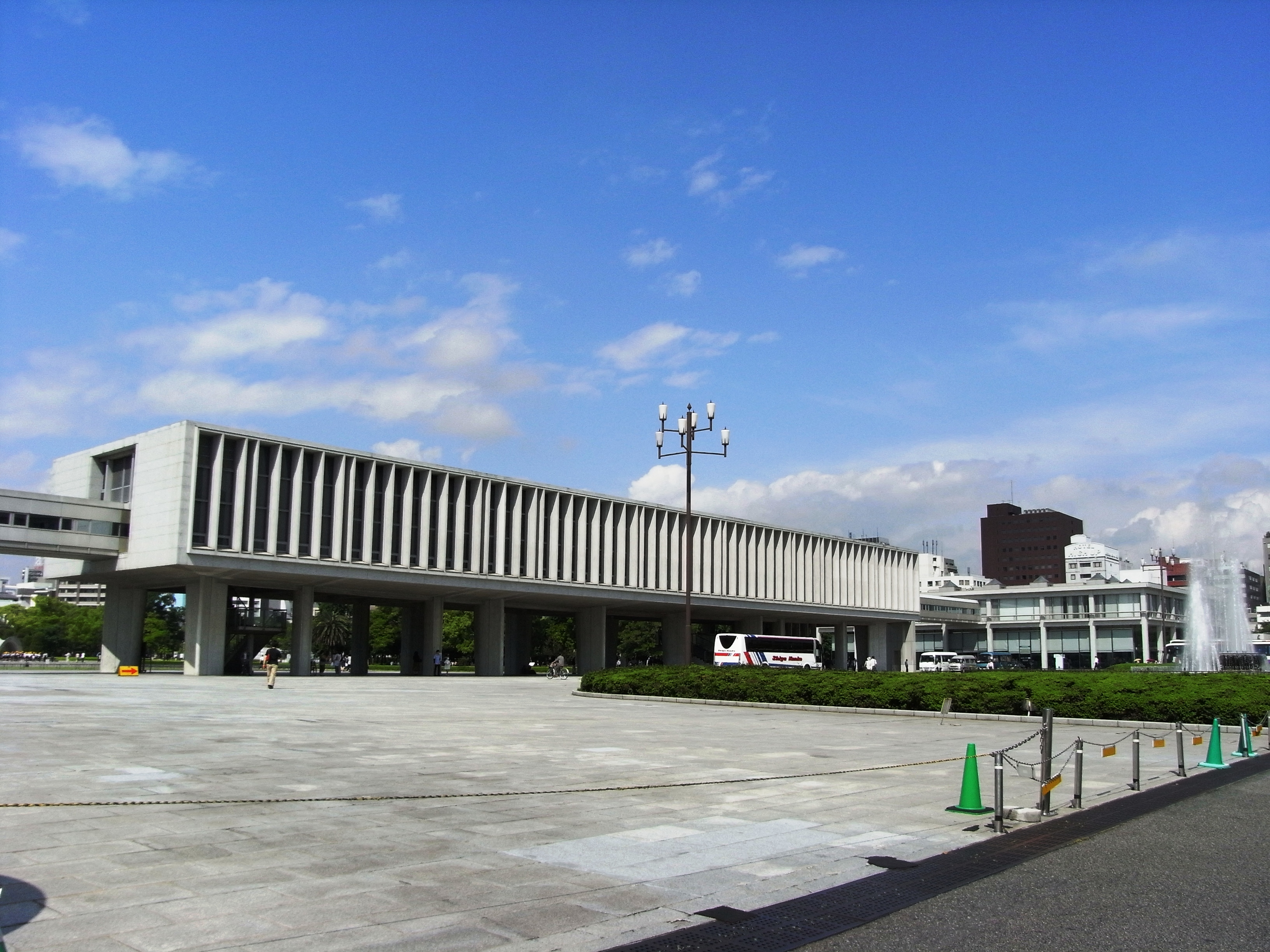
広島平和記念資料館

1974年8月1日から6日間、これらの絵が広島平和記念資料館（以下、平和資料館と略）で展示された。被曝30年にあたる翌1975年4月より、NHKでは再び絵の募集が始められた。翌5月時点にはすでに、新たな300枚の絵が寄せられていた。前回募集時にも絵を寄せ、新たに病床の中で5枚の絵を描いた男性もいた。5月6日にはNHKで『ひろしまリポート・市民の手で原爆の絵を──ことしも画き続ける』が放送された。
1975年7月、これらの絵のうち104点を収録した絵画集『劫火を見た 市民の手で原爆の絵を』がNHK出版協会から発刊された。同月より広島県や中国新聞社などの主催による『ヒロシマ・原爆の記録展』で、300点の絵が各種原爆資料と共に、札幌市、仙台市、東京都、名古屋市、大阪市の主要5都市で展示された。原爆投下日である同1975年8月6日には、NHK広島によるドキュメンタリー番組『市民の手で原爆の絵を』が放映され、集められた絵が1枚1枚紹介された。後には英訳され、国際連合にも寄贈された。
同1975年12月、これらの絵はすべて広島市に寄贈された。翌1976年（昭和51年）に平和資料館の管理・運営組織である広島平和文化センターが発足した後、絵はすべて同センターに譲渡された。同館からの貸し出しの際には損傷を避けるため、透明ビニールとジュラルミンケースでの包装で行なわれる体制が整えられた。1977年（昭和52年）には、児童書を中心とする出版社である童心社からも、画集『原爆の絵 HIROSHIMA』が出版された。
1993年（平成5年）には、歴史家の家永三郎らの編による『ヒロシマナガサキ原爆写真・絵画集成』が発行され、その第5巻と第6巻で、それぞれ広島と長崎の「被爆市民が描く原爆の絵」として紹介された。これにより広島と長崎の被爆者たちによる絵は「市民が描いた原爆の絵」として知られるようになった。

### 21世紀以降
21世紀以降、平和資料館による絵画作品のデータベース化に伴う追跡調査により、これらの絵の作者の70パーセントが故人であることが判明した。このことが契機になり、2002年（平成14年）には再び広島市、長崎市で絵の募集が行なわれた。この募集活動には広島市や中国新聞社も参加した。この結果、広島では484人による1338点の絵、長崎では130人による300点の作品が集まった。その後の2013年（平成25年）には絵の数は4,256点に昇った。2000年代以降、これらの原爆の絵は平和資料館で常時展示されており、同館の公式ウェブサイトでも一部が閲覧可能となった。
2019年（平成31年）4月の平和資料館のリニューアルオープンにおいては、被爆体験を継承と伝承を大きな課題とする中で、中心展示の一つに位置づけられているこれらの絵に対して、「原爆投下直後の惨禍を伝える重要な資料の一つ」として、改めて高い関心が集まった。

## 日本国外に対する運動
この運動によって集められた絵は、日本国内のみならず日本国外での原爆展において展示されることも多い。1977年（昭和52年）には前述の画集『劫火を見た 市民の手で原爆の絵を』が英訳され、アメリカのパンテオン・ブックスより『Unforgettable Fire』の題で出版された。
第2回国連軍縮特別総会が開催された1982年（昭和57年）には、アメリカ16州の29都市とカナダの1都市で、「市民が描いた原爆の絵」展が68回にわたって開催され、最終日にはニューヨークの国際連合本部ビルで、これらの絵が2週間にわたって展示された。この開催中、広島原爆の被爆者でもある反核運動家の松原美代子、アメリカの平和運動家であるバーバラ・レイノルズらが、のべ11万人を超える人々に核廃絶を訴えた。バーバラはこれらの絵を通じてアメリカの核開発の危険性を訴えるべく、「ヒロシマに落ちた原爆は、結局はアメリカにも落ちているのです。核実験や原子力発電所の作業に従事した人たちの上に、その周辺の住民たちや子供たちの上に」と述べた。
1983年（昭和58年）には『これがヒロシマだ 原爆の絵アメリカを行く』の英語版が製作されてアメリカ各地で紹介され、アメリカとカナダで反核大集会が開催されるきっかけにもなった。同年、シカゴの平和博物館からの依頼により、シカゴで展覧会が開催され、大成功を収めた。アイルランドのロックバンドであるU2のアルバム『The Unforgettable Fire』（日本語題『焰』）は、このシカゴでの展示の影響を受けて制作されたものである。
2005年（平成17年）には、原爆の惨事と平和の尊さを日本国外にも広く訴えることを目的とし、『市民の手で原爆の絵を』を含むNHKの3つの番組が、アジアやヨーロッパ、南アメリカなど15か国の放送局に無償で提供された。原爆をテーマにした作品の日本国外への無償提供は、これが初めてのことである。

## 絵の特徴
NHKに最初に持ち込まれた絵は、画用紙にサインペンで描いたものであった。その後に集められた多くの絵も、鉛筆画もあれば、クレヨン、フェルトペン、色鉛筆、墨、マジックインキ、子供の使った絵具の残りなど、用具は様々である。また用紙も画用紙はもとより、カレンダーや広告の裏、襖紙、子供のいたずら描きの裏など、ありとあらゆる身の回りの紙が利用されている。絵の大きさも様々であり、匿名の絵もある。NHK番組の「市民の手で原爆の絵を残そう」で四國五郎が「紙は何でも良い」「ノートの切れ端でも、広告の裏でも良い」と呼びかけたことも、絵心のない者たちに製作を促す後押しとなっている。
絵の作者の多くは、学校を卒業してから絵を描いたことなど未経験の、まったくの素人である。それだけに、素人の稚拙な画力で描かれた原爆の絵は、絵画的表現がシンプルで、かえって胸に迫ってくるとする意見もある。
また、原爆を視覚化した資料はたいへん少なく、そのほとんどはアメリカ軍によるフィルムで、科学、軍事としての視点から広島の惨状を捉えたものであった。それに対して被爆者自身による絵は、被爆体験が人間的な惨事として描かれていることが、アメリカ軍のフィルムとは大きく異なる特徴であり、原爆被害の実態を証言するための貴重な資料だとする意見もある。NHKプロデューサーの桜井均は、映像として残されている原爆の記録は人員や機材が限定されるために死角が生じやすく、これらの原爆の絵はその死角を明らかにするものだとして、「写真やフィルムではとうてい表現しえない原爆の実相」と表現している。

## 反響

### 日本国内
1974年8月の平和資料館の展示では、来場者は約2万人に昇った。感想ノートには多数の感想が書き込まれ、ノートの数は18冊に昇った。開催中にも絵が次々に寄せられ、会場内でも絵を描くことを希望する来場者により絵が増えたために、会場は当初準備された広さの倍にまで広げられ、壁面は天井近くまで絵で埋め尽くされた。1975年7月の『ヒロシマ・原爆の記録展』では、6日間の開催期間中に約4万人が来場した。『週刊現代』や『母の友』などの全国誌でも、絵の存在が取り上げられた。
絵画集『劫火を見た』は、1万6000部が出版された。1975年8月放映の番組『市民の手で原爆の絵を』は、全国放送されて大きな反響を呼び、絵の募集運動はさらに拡大した。この番組は、放送批評懇談会による第34回ギャラクシー賞、同年度の第2回放送文化基金賞を受賞した。
ある男性は被爆当時、道端で倒れている母子に出会い、それが母と妹ではないかと推測しつつも、その場で確認をしなかったことを60年近く後悔し続けて、絵に表した。その後、同じ状況を描いた絵を平和資料館のデータベースで捜したところ、絵の描き手に会って当時の話をしてもらうことで、母子が自分の母と妹であることを確信し、疑問を解決してくれた描き手に感謝した。描き手も「長い間忘れられなかった母子にゆかりのある人と直接話をすることができて嬉しい」と感極まった。被爆死した娘の最期の状況を詳しく知りたいと願った女性が、平和資料館に絵の閲覧を申請し、娘の被爆場所や状況に合致しそうな複数の絵を閲覧することで、それまで人から伝え聞いた話より、娘の最期の様子が詳細にわかったというケースもあった。
1994年の平和資料館での展示では、ある女子大生から「こんなに下手な絵ばかり並びたてた展覧会が、かつてあったろうか? その下手な絵に、これまで見たどんな絵よりも激しく心を揺さぶられた」との感想も寄せられた。反核運動家の佐伯敏子は、祈り、哀しみ、怒り、虚しさがすべてこれらの絵の中にあるとして、「原爆の絵」ではなく「絵人間」と表現している。
政治学者の浅井基文、社会学者の直野章子らは、以下のように評している。
一方で絵を描いた被爆者たちは、「こんなもんじゃない」「百年描いても描き尽くせない」と、実際の惨状を描ききれないもどかしさを吐露している。展示会に訪れた被爆者たちからも「あの臭いがない」と、体験と絵とのずれを指摘する声もある。絵の描き手の側からも「10分の1も表せなかった」、「原爆の惨さを完全に伝えているわけではない。私の絵も個人的な記憶で写真のように正確でもない」などの声があった。

### 日本国外
1982年のアメリカでの運動の模様は、『ロサンゼルス・タイムズ』紙で2ページにわたって大きく取り上げられ、『サンフランシスコ・エグザミナー』『サンフランシスコ・クロニクル』『ニューズウィーク』などでも報じられるなど、大きな反響を呼んだ。日本でもNHK特集『これがヒロシマだ 原爆の絵アメリカを行く』として放送され、同年度の地方の時代賞の特別賞（平和賞）、ギャラクシー賞の第20回月間賞を受賞した。同1982年、アメリカとカナダに加えて、イギリス、オーストラリア、ニュージーランド、東西ドイツ、フィンランドなどの美術館にもこれらの絵が貸し出され、大きな反響を呼んだ。
同じくアメリカの英訳版画集『Unforgettable Fire』の出版時には、アメリカのジャーナリストであるジョン・ハーシーが「そこに記録されているものが、被爆者の脳裏に焼きついたものであるため、核の惨劇を伝えるあらゆる写真集よりも感動的」と推薦の言葉を述べた。1982年のアメリカでの展覧会では、ミシガン州バトルクリークの地元紙『バトルクリーク・ショッパーニューズ (Battle Creek shopper news)』紙上で「絵は未熟ではあるが、インパクトを高めるものであった」と報じられた。シカゴで集会が開催された際は、これらの絵をいつでも見られるよう、平和博物館に常時展示してほしいとの希望も寄せられた。そのほかのアメリカ各地の展示会では、「感動的で力強い絵」「このおそろしい原爆の絵を描いてくださった人達、神様に感謝いたします」などの感想が寄せられた。